# Assassinio sul ponte
Assassinio sul ponte (Der Richter und sein Henker) è un film thriller del 1975 diretto da Maximilian Schell.

## Trama
Quando un poliziotto svizzero viene assassinato, un ispettore veterano della omicidi ed un novellino vengono assegnati per risolvere il caso, ma vengono ostacolati da alcuni politicanti svizzeri.

## Produzione
Versione cinematografica del romanzo Der Richter und sein Henker di Friedrich Dürrenmatt (1921-1990), pubblicato per la prima volta nel 1950, edito in Italia con il titolo Il giudice e il suo boia da Feltrinelli nel 1960.
Lo stesso Dürrenmatt compare nella parte di un consulente del commissario Bärlach.
Le riprese sono state realizzate nel novembre 1974 quasi interamente in Svizzera, tra il Castello di Vullierens (Canton Vaud) e nelle città di Twann e Berna (nel Canton Berna). La scena iniziale è stata girata in Turchia a Istanbul.
Alla fine degli anni '50, il regista John Ford ed il produttore Michael Killanin pensarono di realizzare una versione cinematografica del romanzo, con John Wayne e Spencer Tracy come protagonisti.
Robert Shaw scrisse un primo adattamento del romanzo a metà degli anni '60, che però venne respinto dalla Paramount Pictures e mai realizzato; Shaw, inoltre, ha affermato di non aver mai ricevuto il suo compenso di cinquantamila dollari.
Jon Voight descrisse il regista del film come una persona rigida senza senso dell'umorismo; ebbe parole più lusinghiere per Robert Shaw, considerando eccitante e stimolante lavorare con lui.
Margarete Schell Noé, che interpreta la signora Schoenler, è la madre del regista.

## Distribuzione
Il film venne presentato al San Sebastián Film Festival nel settembre 1975.
Venne distribuito nelle sale cinematografiche statunitensi dalla Twentieth Century Fox nel maggio 1976 con il titolo End of the Game.
Il 5 maggio 1978 uscì invece nell'allora Germania Ovest, distribuito dalla Neue Constantin Film.
In Italia arrivò al cinema solo nel marzo 1983 a cura della Film International Company.